# تاليس لييتس
تاليس لييتس لورنسو (تلفظ برتغالي: /ˈtaliʒ ˈlejtʃiʃ/؛ مواليد 6 سبتمبر 1981) هو مُقاتل فنون قتالية مختلطة أمريكي.

## وصلات خارجية
- تاليس لييتس على موقع يو إف سي (الإنجليزية)
- تاليس لييتس على موقع شيردوغ (الإنجليزية)
- تاليس لييتس على موقع Tapology.com (الإنجليزية)
- تاليس لييتس على موقع IMDb (الإنجليزية)
- تاليس لييتس على موقع قاعدة بيانات الفيلم (الإنجليزية)